# HeadOn
HeadOn — торговая марка продукта для местного применения, который, как утверждается, снимает головную боль. Он получил широкую известность в 2006 году в результате повторяющегося рекламного ролика, состоящего только из слогана «HeadOn. Apply directly to the forehead» (HeadOn. Нанесите непосредственно на лоб.), — заявил три раза подряд. Первоначально продаваемый как гомеопатический препарат, бренд был передан в 2008 году компании Sirvision, Inc., которая повторно представила продукт с новой формулировкой.
| Тип продукта         | Облегчение головной боли        |
| Владелец             | Sirvision                       |
| Страна               | Соединённые Штаты Америки       |
| Представлен          | В 2006 году                     |
| Рынок                | В Северной Америке              |
| Предыдущие владельны | Miralus Healthcare              |
| Слоган               | Apply directly to the forehead! |

## Реклама
Известность HeadOn отчасти связана с его рекламой на кабельном и дневном телевидении, которая состояла из использования только слогана «HeadOn. Apply directly to the forehead» (HeadOn. Нанесите непосредственно на лоб.), — говорилось три раза подряд, сопровождаемое видео модели, использующей продукт, без прямого указания назначения продукта.
Производитель Miralus Healthcare решил не включать какие-либо фактические заявления о продукте в ролики после того, как Национальный отдел рекламы Better Business Bureau возразил против утверждения о том, что HeadOn обеспечивает «быстрое, безопасное и эффективное» облегчение головной боли, сделанное в более раннем месте. Предыдущая кампания включала фразу «Should I know about HeadOn?» (Должен ли я знать о HeadOn?).
Miralus Healthcare использовала фокус-группы, чтобы опробовать ряд потенциальных рекламных роликов, один из которых был ориентирован исключительно на повторение; Фокус-группы вспоминали рекламу гораздо больше, чем при любом другом методе, хотя многие люди считали её раздражающей. Дэн Чаррон, вице-президент по продажам и маркетингу Miralus, сказал Los Angeles Times, что никто из фокус-групп не сказал ему, что реклама раздражает.

### Приём
Рекламный ролик привел к появлению ряда пародий на веб-сайтах, таких как YouTube, сообщает USA Today, в том числе расширенные версии рекламы, в которых повторяющийся слоган повторяется более десяти часов, что в конечном итоге делает его интернет-мемом. Технофильский журнал Make описывает, как превратить его в рингтон. Рекламный ролик пародируется в пародийном фильме 2008 года «Фильм-катастрофа», где пародийное изображение Жизели из «Зачарованных» используется с использованием продукта.

## Передача права собственности
26 сентября 2008 года право собственности на бренд HeadOn и его производство были переданы компании Sirvision, Inc. из Северной Америки. Sirvision вновь представила HeadOn с новой формулировкой, утверждая, что теперь она содержит «клинически доказанный активный ингредиент для местного облегчения головной боли». Не было рецензируемых исследований, показывающих, что оригинальная формула HeadOn работала, и научный консенсус заключается в том, что гомеопатические препараты не помогают, кроме эффекта плацебо. Новая формулировка ещё не исследовалась.
Sirvision Inc, купившая линейку продуктов, заявила, что намерена переориентировать печально известную рекламу в «более научном направлении».

## Критика
В отличие от традиционных лекарств от головной боли, эффективность HeadOn систематически не изучалась ни в одном контролируемом научном экспериментальном исследовании. Как и в случае с другими гомеопатическими препаратами, Miralus Healthcare утверждает, что лечебные свойства ингредиентов HeadOn высвобождаются с помощью метода разбавления. Тем не менее, метод разбавления практически не оставляет активного ингредиента в продукте, и нигде в научной литературе не было подтверждено утверждение о том, что разведения эффективны для высвобождения лечебных свойств любых ингредиентов.
Более того, ни один из ингредиентов HeadOn не обладает научно обоснованной эффективностью при лечении головной боли. Один из ингредиентов, белая брюна, представляет собой высокотоксичную ягоду, которая смертельна при попадании в организм 40 таких ягод; Тем не менее, разбавление практически не оставляет никаких эффектов в продукте, поэтому его производители могут утверждать, что лечение не имеет побочных эффектов (или вообще никаких эффектов). Другой ингредиент, желтокорень, не имеет известной эффективности при лечении каких-либо заболеваний.
Эффективность продукта HeadOn подтверждается несколькими сомнительными отзывами, найденными на веб-сайте Miralus Healthcare. Miralus также продает много других сомнительных медицинских продуктов, содержащих низкие, если таковые имеются, уровни каких-либо активных ингредиентов.